# 嵌手棋
嵌手棋（Yavalath），是由Cameron Browne在2007年推出的連棋類遊戲。

嵌手棋棋盤

## 棋具
- 採用5*5*5的六角格棋盤。
- 棋子以兩色區分敵我。

## 規則
- 每方輪流下一子在空棋格。
- 將正好三枚己棋連成一直線時，除非同時四枚己棋或以上也連成一直線，否則輸掉遊戲。
- 先將四枚己棋或以上連成一直線獲勝[2]。

## 外部連結
- 遊戲介紹 （页面存档备份，存于）
- 遊戲下載
- 遊戲賽譜 （页面存档备份，存于）